# Jay Skywalker
Jay Skywalker is een personage uit de film Star Wars. Ze is samen met haar zus Kai Skywalker door de Jedi Raad verkozen tot Jedi-ridder. Jay werd tegelijkertijd met haar zus Kai Skywalker geboren in 43 ABY (after battle of Yavin). 

## Geschiedenis
Jay Skywalker werd geboren op de planeet Coruscant (haar moeder is onbekend). Meteen na haar geboorte werden Jay en haar zus gebracht naar de planeet Sivy door Lando Calrissian een vriend van Han Solo, omdat er op Coruscant een grote oorlog bezig was. Op de planeet Sivy waren de zusjes veilig. Jay en Kai dachten dat ze achtergelaten waren door hun moeder en nooit meer wegkwamen van de planeet Sivy. Ze leefden in een Boomhut hoog in de gigantische bomen van Sivy. Op de planeet Sivy' konden de twee jedi's hun krachten trainen. Na jaren van trainen en overleven in de wildernis werden ze gevonden via de band van de force door Rey. De twee jedi's gaan in de leer bij de Jedi Tempel. Na een paar jaar worden ze verkozen tot Padawan en gaan daarna in de leer bij Rey. Tijdens training tot Padawan komen ze in een gevecht met Kylo Ren. Hierin raakt Rey verwond en moeten de twee jonge padawans het met zijn tweeën opnemen tegen Kylo Ren. Tijdens het gevecht komen de jedi's achter de krachten die ze beschikken en Kylo Ren slaat op de vlucht. Na het gevecht worden Jay en Kai meegenomen naar de planeet Ahch-To. Waar Rey ze in de ruïnes van de Jedi Orde opleidt tot Jedi-ridder.

## Familie
De familie van Jay is onbekend gebleven. Het enige wat we weten over haar familie is dat ze een zus heeft, Kai genaamd. Ook zij beschikt over krachten en gaat samen met Jay in opleiding. Vanaf de geboorte is Jay weggehaald bij haar moeder, omdat er een grote bezetting bezig was op de planeet Coruscant door de First Order. Er gaan geruchten dat Queen Erika de moeder van de twee Jedi-Ridders is.